# Шольц, Фридрих Ефимович
Фридрих Ефимович Шольц (нем. Friedrich Scholz; 5 октября 1787, Гернштадт, Силезия — 15 [27] октября 1830, Москва) — русский композитор, дирижёр и музыкальный педагог немецкого происхождения.

## Биография
Фридрих Шольц родился в городе Гернштадт (ныне Вонсош в Силезии) в немецкой семье музыканта, который и стал первым педагогом своему сыну, обучая его игре на фортепиано, скрипке, органе. Материальное положение семьи всецело зависело от небольшого семейного бизнеса, и пока дела шли успешно, семья жила в достатке.
В 1802 году юный Фридрих Шольц покинул родительский кров и поступил в Архитектурное училище в Бреславле (ныне Вроцлав), при этом успешно продолжая музыкальные занятии и беря уроки композиции у капельмейстера Й. И. Шнабеля. Но родительский бизнес потерпел крах, и обучение пришлось срочно бросить; отец устроился работать театральным капельмейстером в небольшом городке Силезии; предложенного заработка на обучение сына не хватало, и Фридрих, так и не завершив образования, вернулся к родителям с тем, чтобы помогать отцу. Но музыкальные занятия не пострадали, отец по-прежнему занимался с сыном. Вскоре в судьбу вмешалась политика — начавшаяся война вынудила молодого музыканта покинуть Силезию и переехать сначала в г. Грауденц (ныне Грудзёндз, Польша), где он некоторое время занимал место капельмейстера театра, затем в Курляндию, где тоже работал в театре, а в 1811 г. Фридрих Шольц отправился в Петербург, где был принят на должность капельмейстера Придворной певческой капеллы.
В 1815 году переехал в Москву, где давал частные уроки музыки и очень быстро зарекомендовал себя хорошим преподавателем. Он и называться стал на русский манер, по отчеству: Фридрих Ефимович, а порой и совсем по-русски: Фёдор Ефимович.
Фридрих Шольц, оказавшись в России, изучил не только русский язык, но и заинтересовался русской национальной музыкой. Это было время, когда русская культура находилась в начальном периоде становления и ни собственных теоретических музыкальных разработок, ни системы должного музыкального образования ещё не имела. В 1819 г. Шольц составил записку о необходимости учреждения в Москве музыкальной консерватории. Но идея не нашла отклика в широких массах, которые ещё не были к ней готовы. К слову сказать, Московская консерватория открылась лишь в 1866 году (Санкт-Петербургская — на четыре года раньше, в 1862), то есть через 67 лет после записки Ф.Шольца. Тем не менее, во второй половине 1820 года Шольц открыл у себя на дому бесплатную музыкальную школу.
Однако, хотя идея создания консерватории была отвергнута, Ф.Шольц получил приглашение вернуться на работу в структуру императорских театров, но уже в московскую труппу. С 27 сентября 1820 года — дирижёр Московской труппы императорских театров, выступавшей по разным сценам, а с открытием в 1825 году Большого театра со всей московской труппой продолжил работу там. Таким образом, Фридрих Шольц стоял у самых истоков зарождения музыкальной культуры и музыкального театра Москвы. По словам В. Ф. Одоевского, в концерте 1825 управлял оркестром «…с обыкновенным ему огнём и искусством».
Масон. Обрядоначальник московской ложи «Александра к тройственному спасению», работавшей по Исправленному шотландскому уставу. В 1819 году был возведён в степень шотландского мастера в ложе высших степеней — «Гора Фавор».
Помимо педагогической и дирижёрской работы, занимался композиторской деятельностью, сочиняя музыку в основном к постановкам для московской императорской сцены. Ежегодно давал концерты из своих сочинений.
Согласно Энциклопедическому словарю Ф. А. Брокгауза и И. А. Ефрона, Шольц написал 10 небольших опер, 10 балетов и водевили. Обычно работал совместно с композиторами А. А. Алябьевым, А. Н. Верстовским, Л. В. Маурером. Кроме того, Энциклопедия «Балет» называет Ф. Е. Шольца автором множества интермедий-дивертисментов к различным спектаклям.
Алябьев посвятил Шольцу два своих произведения: 3-й струнный квартет и увертюру к опере-водевилю «Три десятки, или Новое двухдневное приключение» (оба — 1825).
Не добившись понимания властей в плане создании консерватории и системы музыкального образования, Фридрих Ефимович сам в 1830 г. открыл у себя на дому для всех желающих бесплатное преподавание генерал-баса и композиции (в Биографическом словаре названа другая дата: вторая половина 1820 года). Однако эта огромная по важности педагогическая работа была прервана через несколько месяцев его заболеванием и скоропостижной смертью. Фридрих Ефимович Шольц скончался в Москве от холеры 15 (27) октября 1830 года на 44 году жизни.

## Среди произведений
К сожалению, не все произведения композитора удалось установить.
Балеты. Многие балеты сочинены к постановкам балетмейстера А. П. Глушковского, это:
- 1816 — «Игрища на святках»
- 1817 — «Казаки на Рейне»
- 1818 — «Невское гулянье»
- 1821 — «Руслан и Людмила, или Низвержение Черномора, злого волшебника», по поэме А. С. Пушкина (Театр на Моховой). Этот балет стал первым музыкально-сценическим воплощением известной пушкинской сказочной поэмы, положив начало волшебному (сказочному) балету как жанру[2]. Музыкальная энциклопедия о музыке к балету: «Музыка этого произведения отличается разнообразием выразительных средств, эффектной инструментовкой, близостью к мелодике бытового романса (в ней используются различные национальные танцевальные жанры, включая восточные)»[6])
- 1823 — «Три талисмана: кошелёк, рожок и пояс, или Восточный чародей», Театр на Моховой (Москва)
- 1823 — «Старинные игрища, или Святочный вечер»
- 1826 — «Три пояса, или Русская Сандрильона» (Большой театр)
- 1829 — «Полифем, или Торжество Галатеи» (Большой театр)

Оперы-водевили:
- 1821 — «Волшебная флейта»
- 1823 — «Продажная одноколка, или Похищенная Европа»
- 1824 — «Проситель» (совместно с Верстовским, Мих. Ю. Виельгорским и А. А. Алябьевым; Московский театр на Моховой)
- 1824 — «Учитель и ученик, или В чужом пиру похмелье» (театр на Моховой)
- 1830 — «Муж и жена» (совместно с Алябьевым, Верстовским и Л. В. Маурером; Большой театр)
- «Старый гусар, или Пажи Фридриха II» (совместно с А. А. Алябьевым, И. И. Геништой и Л.Маурером; постановка 1845, Большой театр)
- Увертюра к драматическому прологу «Торжество муз» М. А. Дмитриева (совместно с Алябьевым и Верстовским), этим произведением открылся Большой театр 6 января 1825 года.
- Ф.Шольцу приписывается музыка к опере «Хижина на Альпийских горах» (постановка 1822 г., Театр на Моховой (Москва)[6].

Сочинения для оркестра:
- Торжественный марш (по случаю заключения мира с Турцией, 1829), полонез и др.
- фантазия для 6 ф/п. «Наваринское сражение» (1828)
- пьесы для фортепиано, романсы.

## Семья
Потомки Шольца, получив дворянский титул, жили в России. После кончины Фридриха Шольца осталась вдова и девять детей, среди которых:
- Сын — Герман Фридрихович (Фёдорович) Шольц (9 апреля 1812, Санкт-Петербург — 3 ноября 1891, Гусь-Мальцовский, Меленковский уезд), доктор, окончил медицинское отделение Императорского Московского университета, коллежский асессор. В семье было шестеро детей: Софья, Наталья, Александра, Владимир, Евгения, Виктория.
  - Внук — Владимир (14 января 1855, Мальцовский завод Меленковский уезд — 18 сентября 1915, Муром), статский советник, директор Муромского и Алексеевского реального училища.
    - Правнучка — Варвара (26.03.1891, Муром — 21.05.1970, Иваново), заслуженный учитель школы РСФСР.